# 章新胜
章新胜（1948年11月—），男，江苏沭阳人，中华人民共和国政治人物，曾任中华人民共和国教育部副部长、中国奥林匹克委员会副主席、国际自然保护联盟主席。

## 生平
1948年11月，生于江苏省宿迁市沭阳县。毕业于杭州大学（今浙江大学）外语系。曾在美国科罗拉多大学学习。获得哈佛大学城市规划硕士学位。
1986年至1989年，担任国家旅游局副局长。1989年至1997年，担任苏州市人民政府市长。2001年至今，担任中华人民共和国教育部副部长。2004年至今，担任中国奥委会副主席。
2008年，当选第十一届全国政协委员，代表教育界，分入第四十组。并担任外事委员会专委。
2012年至2021年9月8日，担任国际自然保护联盟（IUCN）主席。